# Raimund Bethge
Raimund Bethge (Schwedt, 13 de enero de 1941) es un deportista de la RDA que compitió en bobsleigh en las modalidades doble y cuádruple.
Ganó tres medallas en el Campeonato Mundial de Bobsleigh, en los años 1977 y 1978, y una medalla en el Campeonato Europeo de Bobsleigh de 1978.

## Palmarés internacional
| Campeonato Mundial | Campeonato Mundial           | Campeonato Mundial | Campeonato Mundial |
| Año                | Lugar                        | Medalla            | Prueba             |
| ------------------ | ---------------------------- | ------------------ | ------------------ |
| 1977               | Sankt Moritz (Suiza)         | Medalla de oro     | Cuádruple          |
| 1978               | Lake Placid (Estados Unidos) | Medalla de plata   | Doble              |
| 1978               | Lake Placid (Estados Unidos) | Medalla de bronce  | Cuádruple          |
| Campeonato Europeo |                              |                    |                    |
| Año                | Lugar                        | Medalla            | Prueba             |
| 1978               | Igls (Austria)               | Medalla de plata   | Cuádruple          |